# Vòng loại Giải vô địch bóng đá thế giới 1994 – Khu vực châu Á
Khu vực châu Á của vòng loại Giải vô địch bóng đá thế giới 1994 đóng vai trò là vòng loại cho Giải vô địch bóng đá thế giới 1994 dành cho các đội tuyển quốc gia thành viên của Liên đoàn bóng đá châu Á (AFC). Tổng cộng có 2 suất trực tiếp trong tống số 24 suất thi đấu tại vòng chung kết có sẵn cho các đội tuyển AFC.

## Thể thức thi đấu
Châu Á được phân bổ 2 suất vào vòng chung kết. Quá trình vòng loại bao gồm hai vòng:
- Vòng 1: 29 đội được chia thành 6 bảng, mỗi bảng 4 hoặc 5 đội, thi đấu vòng tròn hai lượt tính điểm. Đội đứng đầu mỗi bảng lọt vào vòng tiếp theo.
- Vòng 2 (vòng cuối): 6 đội thi đấu vòng tròn một lượt tại một địa điểm tập trung. Hai đội đứng đầu sẽ giành quyền vào vòng chung kết.

## Vòng 1

### Bảng A
Các trận đấu được tổ chức tại Jordan (lượt đi) và Trung Quốc (lượt về).
| VT | Đội        | ST | T | H | B | BT | BB | HS  | Đ  | Giành quyền tham dự |     |     |     |     |     |     |
| -- | ---------- | -- | - | - | - | -- | -- | --- | -- | ------------------- | --- | --- | --- | --- | --- | --- |
| 1  | Iraq       | 8  | 6 | 1 | 1 | 28 | 4  | +24 | 13 | Vòng loại cuối cùng |     |     | 1–0 | 3–0 | 4–0 | 4–0 |
| 2  | Trung Quốc | 8  | 6 | 0 | 2 | 18 | 4  | +14 | 12 |                     |     | 2–1 |     | 1–0 | 4–1 | 3–0 |
| 3  | Yemen      | 8  | 3 | 2 | 3 | 12 | 13 | −1  | 8  |                     | 1–6 | 1–0 |     | 1–1 | 5–1 |     |
| 4  | Jordan     | 8  | 2 | 3 | 3 | 12 | 15 | −3  | 7  |                     | 1–1 | 0–3 | 1–1 |     | 3–1 |     |
| 5  | Pakistan   | 8  | 0 | 0 | 8 | 2  | 36 | −34 | 0  |                     | 0–8 | 0–5 | 0–3 | 0–5 |     |     |

| Jordan        | 1–1      | Yemen      |
| ------------- | -------- | ---------- |
| Al-Grimaz 65' | Chi tiết | Shadli 72' |

| Pakistan | 0–5      | Trung Quốc                                                 |
| -------- | -------- | ---------------------------------------------------------- |
|          | Chi tiết | Gao Hongbo 38' · Cai Sheng 55', 59', 82' · Hao Haidong 71' |

| Jordan           | 1–1      | Iraq       |
| ---------------- | -------- | ---------- |
| Jeris Tadrus 16' | Chi tiết | Khalaf 75' |

| Yemen                                                                                              | 5–1      | Pakistan       |
| -------------------------------------------------------------------------------------------------- | -------- | -------------- |
| Omar Mubarak 20', 53' · Ahmed Bareed 77' · Wagdan Mahmoud Shadli 80' · Mohamed Hassan Abdullah 82' | Chi tiết | Tahir Agha 12' |

| Jordan | 0–3      | Trung Quốc                                    |
| ------ | -------- | --------------------------------------------- |
|        | Chi tiết | Gao Hongbo 61' · Wu Qunli 66' · Cai Sheng 89' |

| Yemen             | 1–6      | Iraq                                                                 |
| ----------------- | -------- | -------------------------------------------------------------------- |
| Asam Duraiban 16' | Chi tiết | Hussein 1' · A.Kadhim 22', 76' · M.Kadhim 35' · Radhi 55' · Qais 73' |

| Pakistan | 0–8      | Iraq                                                                                  |
| -------- | -------- | ------------------------------------------------------------------------------------- |
|          | Chi tiết | Hussein 12' · Qais 21', 70' · A.Kadhim 27', 75' · Radhi 44' · Khalaf 77' · Saddam 88' |

| Yemen                | 1–0      | Trung Quốc |
| -------------------- | -------- | ---------- |
| Saleh Rabiah Ben 62' | Chi tiết |            |

| Jordan                                            | 3–1      | Pakistan         |
| ------------------------------------------------- | -------- | ---------------- |
| Mohammad Muharam 8', 89' · Hisham Abdul-Munam 90' | Chi tiết | Abdul Farooq 80' |

| Iraq      | 1–0      | Trung Quốc |
| --------- | -------- | ---------- |
| Radhi 55' | Chi tiết |            |

| Yemen              | 1–1      | Jordan               |
| ------------------ | -------- | -------------------- |
| Sharaf Mahfood 52' | Chi tiết | Aref Al-Shewaier 73' |

| Trung Quốc                            | 3–0      | Pakistan |
| ------------------------------------- | -------- | -------- |
| Gao Hongbo 60', 89' · Hao Haidong 62' | Chi tiết |          |

| Iraq                                     | 4–0      | Jordan |
| ---------------------------------------- | -------- | ------ |
| Hussein 3', 17' · Kadhim 25' · Radhi 52' | Chi tiết |        |

| Pakistan | 0–3      | Yemen                         |
| -------- | -------- | ----------------------------- |
|          | Chi tiết | Al-Brid 39', 72' · Hassan 77' |

| Trung Quốc                             | 4–1      | Jordan             |
| -------------------------------------- | -------- | ------------------ |
| Li Bing 16', 76' · Gao Hongbo 50', 80' | Chi tiết | Jamal Abu Abed 56' |

| Iraq                                | 3–0      | Yemen |
| ----------------------------------- | -------- | ----- |
| Saddam 46' · Qais 64' · Hussein 80' | Chi tiết |       |

| Iraq                                       | 4–0 | Pakistan |
| ------------------------------------------ | --- | -------- |
| Qais 16', 67' · Shenaishil 37' · Daham 64' |     |          |

| Trung Quốc  | 1–0      | Yemen |
| ----------- | -------- | ----- |
| Xu Hong 73' | Chi tiết |       |

| Pakistan | 0–5      | Jordan                                                                                   |
| -------- | -------- | ---------------------------------------------------------------------------------------- |
|          | Chi tiết | Subhi Al-Gnimaz 14', 70' · Jeris Tadrus 28' · Mohammad Muharam 43' · Ahmad Al-Bashir 44' |

| Trung Quốc                    | 2–1      | Iraq         |
| ----------------------------- | -------- | ------------ |
| Xu Hong 63' · Zhao Faqing 89' | Chi tiết | Emmanuel 47' |

### Bảng B
Các trận đấu được tổ chức tại Iran (lượt đi) và Syria (lượt về).

| VT | Đội               | ST | T | H | B | BT | BB | HS  | Đ | Giành quyền tham dự |     |     |     |     |     |  |
| -- | ----------------- | -- | - | - | - | -- | -- | --- | - | ------------------- | --- | --- | --- | --- | --- |  |
| 1  | Iran              | 6  | 3 | 3 | 0 | 15 | 2  | +13 | 9 | Vòng loại cuối cùng |     |     | 1–1 | 0–0 | 6–0 |  |
| 2  | Syria             | 6  | 3 | 3 | 0 | 14 | 4  | +10 | 9 |                     |     | 1–1 |     | 2–1 | 8–1 |  |
| 3  | Oman              | 6  | 2 | 2 | 2 | 10 | 5  | +5  | 6 |                     | 0–1 | 0–0 |     | 2–1 |     |  |
| 4  | Đài Bắc Trung Hoa | 6  | 0 | 0 | 6 | 3  | 31 | −28 | 0 |                     | 0–6 | 0–2 | 1–7 |     |     |  |
| 5  | Myanmar (W)       | 0  | 0 | 0 | 0 | 0  | 0  | 0   | 0 | Rút lui             |     |     |     |     |     |  |

| Iran | 0–0      | Oman |
| ---- | -------- | ---- |
|      | Chi tiết |      |

| Đài Bắc Trung Hoa | 0–2      | Syria                 |
| ----------------- | -------- | --------------------- |
|                   | Chi tiết | Afash 15' · Kadir 42' |

| Oman | 0–0      | Syria |
| ---- | -------- | ----- |
|      | Chi tiết |       |

| Iran                                                              | 6–0      | Đài Bắc Trung Hoa |
| ----------------------------------------------------------------- | -------- | ----------------- |
| Hamid Estili 18' · Modir Roosta 40', 46', 50', 75' · Ali Daei 43' | Chi tiết |                   |

| Oman                                                 | 2–1      | Đài Bắc Trung Hoa |
| ---------------------------------------------------- | -------- | ----------------- |
| Yousuf Saleh Al-Alawi 29' · Yunis Aman Al-Naseeb 35' | Chi tiết | Chen Fu-Yuan 78'  |

| Iran             | 1–1      | Syria                 |
| ---------------- | -------- | --------------------- |
| Modir Roosta 63' | Chi tiết | Abdul Latif Helou 82' |

| Oman | 0–1      | Iran                 |
| ---- | -------- | -------------------- |
|      | Chi tiết | Hamid Derakhshan 36' |

| Syria | 8–1      | Đài Bắc Trung Hoa   |
| --- | -------- | ------------------- |
| Abdul Latif Helou 3', 71' · Jamal Kazem 6' · Munaf Ramadan 12' · Ali Cheikh Dib 19' (ph.đ.) · Mohammad Afash 23', 45' · Nizar Mahrous 80' | Chi tiết | Chen Jiunn-ming 39' |

| Syria                                                  | 2–1      | Oman                          |
| ------------------------------------------------------ | -------- | ----------------------------- |
| Nizar Mahrous 45' · Mohamad Moustafa Kadir 62' (ph.đ.) | Chi tiết | Hamdan Abdulla Al-Moamari 57' |

| Đài Bắc Trung Hoa | 0–6      | Iran |
| ----------------- | -------- | --- |
|                   | Chi tiết | Hamid Derakhshan 8' · Majid Namjoo-Motlagh 15' (ph.đ.) · Ali Daei 19', 48' · Mehdi Abtahi 22' · Hamid Estili 74' |

| Đài Bắc Trung Hoa   | 1–7      | Oman |
| ------------------- | -------- | --- |
| Yeh Ching-Tueng 66' | Chi tiết | Yousuf Saleh Al-Alawi 6' · Mohammed Abdul Noor 15', 88' · Rashid Al-Wahaibi 34', 82' · Mattar Al-Mukhaini 64' · Nabil Al-Siyabi 74' |

| Syria                              | 1–1      | Iran                 |
| ---------------------------------- | -------- | -------------------- |
| Mohamad Moustafa Kadir 89' (ph.đ.) | Chi tiết | Hamid Derakhshan 15' |

### Bảng C
Các trận đấu được tổ chức tại Qatar (lượt đi) và Singapore (lượt về).

| VT | Đội               | ST | T | H | B | BT | BB | HS  | Đ  | Giành quyền tham dự |     |     |     |     |     |     |
| -- | ----------------- | -- | - | - | - | -- | -- | --- | -- | ------------------- | --- | --- | --- | --- | --- | --- |
| 1  | CHDCND Triều Tiên | 8  | 7 | 1 | 0 | 19 | 6  | +13 | 15 | Vòng loại cuối cùng |     |     | 2–2 | 2–1 | 4–0 | 3–0 |
| 2  | Qatar             | 8  | 5 | 1 | 2 | 22 | 8  | +14 | 11 |                     |     | 1–2 |     | 4–1 | 3–1 | 4–0 |
| 3  | Singapore         | 8  | 5 | 0 | 3 | 12 | 12 | 0   | 10 |                     | 1–3 | 1–0 |     | 2–1 | 1–0 |     |
| 4  | Indonesia         | 8  | 1 | 0 | 7 | 6  | 19 | −13 | 2  |                     | 1–2 | 1–4 | 0–2 |     | 2–1 |     |
| 5  | Việt Nam          | 8  | 1 | 0 | 7 | 4  | 18 | −14 | 2  |                     | 0–1 | 0–4 | 2–3 | 1–0 |     |     |

| CHDCND Triều Tiên                                      | 3–0      | Việt Nam |
| ------------------------------------------------------ | -------- | -------- |
| Yun Jong-Su 29' · Choe Yong-Son 85' · Ryu Song-Gun 86' | Chi tiết |          |

| Qatar                                        | 3–1      | Indonesia          |
| -------------------------------------------- | -------- | ------------------ |
| Mahmoud Soufi 51', 79' · Fahad Al Kuwari 55' | Chi tiết | Singgih Pitono 85' |

| CHDCND Triều Tiên                  | 2–1      | Singapore         |
| ---------------------------------- | -------- | ----------------- |
| Cho In-Chol 64' · Choe Won-Nam 75' | Chi tiết | Sundramoorthy 33' |

| Qatar                                                                                   | 4–0      | Việt Nam |
| --------------------------------------------------------------------------------------- | -------- | -------- |
| Mubarak Fazli 34' · Mahmoud Soufi 37' · Yousef Khalaf 50' · Sultan Bakhit Al-Kuwari 60' | Chi tiết |          |

| CHDCND Triều Tiên                                                   | 4–0      | Indonesia |
| ------------------------------------------------------------------- | -------- | --------- |
| Ryu Song-Gun 19' · Choe Yong-Son 42', 58' · Robby Darwis 77' (l.n.) | Chi tiết |           |

| Việt Nam                               | 2–3      | Singapore                                                    |
| -------------------------------------- | -------- | ------------------------------------------------------------ |
| Lư Đình Tuấn 14' · Phan Thanh Hùng 77' | Chi tiết | Fandi Ahmad 19' · Steven Tan 35' (ph.đ.) · Sundramoorthy 73' |

| Qatar                                                                    | 4–1      | Singapore       |
| ------------------------------------------------------------------------ | -------- | --------------- |
| Mubarak Fazli 70', 90' (ph.đ.) · Mahmoud Soufi 84' · Khalil Al-Malki 89' | Chi tiết | Fandi Ahmad 58' |

| Việt Nam              | 1–0      | Indonesia |
| --------------------- | -------- | --------- |
| Hà Vương Ngầu Nại 61' | Chi tiết |           |

| Indonesia | 0–2      | Singapore                             |
| --------- | -------- | ------------------------------------- |
|           | Chi tiết | Mohd Rafi Ali 75' · Sundramoorthy 83' |

| Qatar               | 1–2      | CHDCND Triều Tiên     |
| ------------------- | -------- | --------------------- |
| Khalil Al-Malki 89' | Chi tiết | Ryu Song-Gun 49', 57' |

| Indonesia            | 1–4      | Qatar                                                                |
| -------------------- | -------- | -------------------------------------------------------------------- |
| Sudirman 28' (ph.đ.) | Chi tiết | Khalil Al-Malki 35', 61' · Fahad Al Kuwari 75' · Zamel Al Kuwari 83' |

| Việt Nam | 0–1      | CHDCND Triều Tiên |
| -------- | -------- | ----------------- |
|          | Chi tiết | Yong Jin-Li 61'   |

| Singapore       | 1–3      | CHDCND Triều Tiên                         |
| --------------- | -------- | ----------------------------------------- |
| Razali Saad 72' | Chi tiết | Choe Won-Nam 26' · Choe Yong-Son 41', 76' |

| Việt Nam | 0–4      | Qatar                                                                                          |
| -------- | -------- | ---------------------------------------------------------------------------------------------- |
|          | Chi tiết | Khalil Al-Malki 7' · Zamel Al Kuwari 13' · Fahad Al Kuwari 52' (ph.đ.) · Rayed Al-Boloushi 65' |

| Indonesia           | 1–2      | CHDCND Triều Tiên                     |
| ------------------- | -------- | ------------------------------------- |
| Rahmad Darmawan 35' | Chi tiết | Pang Gwang-Chol 4' · Ryu Song-Gun 68' |

| Singapore         | 1–0      | Việt Nam |
| ----------------- | -------- | -------- |
| Mohd Rafi Ali 54' | Chi tiết |          |

| Singapore       | 1–0      | Qatar |
| --------------- | -------- | ----- |
| Fandi Ahmad 80' | Chi tiết |       |

| Indonesia                           | 2–1      | Việt Nam            |
| ----------------------------------- | -------- | ------------------- |
| Putut Widjanarko 55' · Sudirman 75' | Chi tiết | Nguyễn Hồng Sơn 30' |

| Singapore                           | 2–1      | Indonesia            |
| ----------------------------------- | -------- | -------------------- |
| Fandi Ahmad 70' · Sundramoorthy 85' | Chi tiết | Alexander Saununu 2' |

| CHDCND Triều Tiên                  | 2–2      | Qatar                   |
| ---------------------------------- | -------- | ----------------------- |
| Cho In-Chol 40' · Kim Kyong-Il 55' | Chi tiết | Khalil Al-Malki 1', 86' |

### Bảng D
Các trận đấu được tổ chức tại Liban (lượt đi) và Hàn Quốc (lượt về).
| VT | Đội       | ST | T | H | B | BT | BB | HS  | Đ  | Giành quyền tham dự |     |     |     |     |     |     |
| -- | --------- | -- | - | - | - | -- | -- | --- | -- | ------------------- | --- | --- | --- | --- | --- | --- |
| 1  | Hàn Quốc  | 8  | 7 | 1 | 0 | 23 | 1  | +22 | 15 | Vòng loại cuối cùng |     |     | 3–0 | 2–0 | 4–1 | 7–0 |
| 2  | Bahrain   | 8  | 3 | 3 | 2 | 9  | 6  | +3  | 9  |                     |     | 0–0 |     | 0–0 | 3–0 | 2–1 |
| 3  | Liban     | 8  | 2 | 4 | 2 | 8  | 9  | −1  | 8  |                     | 0–1 | 0–0 |     | 2–2 | 2–2 |     |
| 4  | Hồng Kông | 8  | 2 | 1 | 5 | 9  | 19 | −10 | 5  |                     | 0–3 | 2–1 | 1–2 |     | 1–3 |     |
| 5  | Ấn Độ     | 8  | 1 | 1 | 6 | 8  | 22 | −14 | 3  |                     | 0–3 | 0–3 | 1–2 | 1–2 |     |     |

| Liban                                | 2–2      | Ấn Độ                                  |
| ------------------------------------ | -------- | -------------------------------------- |
| Babkin Melikian 37' · Jamal Taha 53' | Chi tiết | Tejinder Kumar 68' · V. P. Sathyan 82' |

| Hồng Kông                          | 2–1      | Bahrain          |
| ---------------------------------- | -------- | ---------------- |
| Cheung Kam Wa 20' · Au Wai Lun 57' | Chi tiết | Juma Marzouq 44' |

| Bahrain | 0–0      | Hàn Quốc |
| ------- | -------- | -------- |
|         | Chi tiết |          |

| Liban                                        | 2–2      | Hồng Kông                           |
| -------------------------------------------- | -------- | ----------------------------------- |
| Rafi Joulfagi 43' · Fadi Alloush 80' (ph.đ.) | Chi tiết | Tam Siu Wai 13' · Cheung Kam Wa 19' |

| Ấn Độ                | 1–2      | Hồng Kông                        |
| -------------------- | -------- | -------------------------------- |
| Bhupinder Thakur 54' | Chi tiết | Loh Wai Chi 15' · Lee Kin Wo 59' |

| Liban | 0–1      | Hàn Quốc       |
| ----- | -------- | -------------- |
|       | Chi tiết | Ha Seok-Ju 17' |

| Liban | 0–0      | Bahrain |
| ----- | -------- | ------- |
|       | Chi tiết |         |

| Ấn Độ | 0–3      | Hàn Quốc                                                       |
| ----- | -------- | -------------------------------------------------------------- |
|       | Chi tiết | Hong Myung-Bo 19' (ph.đ.) · Choi Moon-Sik 70' · Ha Seok-Ju 89' |

| Hồng Kông | 0–3      | Hàn Quốc                                              |
| --------- | -------- | ----------------------------------------------------- |
|           | Chi tiết | Ha Seok-Ju 21' · Seo Jung-Won 50' · Choi Moon-Sik 73' |

| Bahrain                    | 2–1      | Ấn Độ                     |
| -------------------------- | -------- | ------------------------- |
| Khamis Thani 4' · Saad 31' | Chi tiết | V. P. Sathyan 90' (ph.đ.) |

| Hàn Quốc                                                                   | 4–1      | Hồng Kông      |
| -------------------------------------------------------------------------- | -------- | -------------- |
| Choi Moon-Sik 12' · Jung Jae-Kwon 76' · Ha Seok-Ju 81' · Noh Jung-Yoon 85' | Chi tiết | Au Wai Lun 21' |

| Bahrain | 0–0      | Liban |
| ------- | -------- | ----- |
|         | Chi tiết |       |

| Ấn Độ | 0–3      | Bahrain                                    |
| ----- | -------- | ------------------------------------------ |
|       | Chi tiết | Khamis Mubarak 20', 53' · Khamis Thani 54' |

| Hàn Quốc                          | 2–0      | Liban |
| --------------------------------- | -------- | ----- |
| Ha Seok-Ju 31' · Hwangbo Kwan 56' | Chi tiết |       |

| Hồng Kông      | 1–2      | Liban                               |
| -------------- | -------- | ----------------------------------- |
| Lee Kin Wo 17' | Chi tiết | Youssef Farhat 38' · Wael Nazha 76' |

| Hàn Quốc                                                                              | 7–0      | Ấn Độ |
| ------------------------------------------------------------------------------------- | -------- | ----- |
| Lee Ki-Bum 5', 25', 49' · Kim Tae-Young 37', 70' · Park Jung-bae 39' · Ha Seok-Ju 68' | Chi tiết |       |

| Ấn Độ                | 1–2      | Liban                                |
| -------------------- | -------- | ------------------------------------ |
| Bhupinder Thakur 34' | Chi tiết | Hassan Ayoub 41' · Rafi Joulfagi 79' |

| Bahrain                                                            | 3–0      | Hồng Kông |
| ------------------------------------------------------------------ | -------- | --------- |
| Adel Abdulrahman Marzouq 1' · Samir Mubarak 46' · Khamis Thani 49' | Chi tiết |           |

| Hàn Quốc                                            | 3–0      | Bahrain |
| --------------------------------------------------- | -------- | ------- |
| Kang Chul 51' · Park Nam-Yeol 63' · Gu Sang-Bum 85' | Chi tiết |         |

| Hồng Kông          | 1–3      | Ấn Độ                                        |
| ------------------ | -------- | -------------------------------------------- |
| Wong Chi Keung 66' | Chi tiết | I. M. Vijayan 6', 77' · Bhupinder Thakur 55' |

### Bảng E
Các trận đấu được tổ chức tại Malaysia (lượt đi) và Ả Rập Xê Út (lượt về).
| VT | Đội         | ST | T | H | B | BT | BB | HS  | Đ  | Giành quyền tham dự |     |      |     |     |     |
| -- | ----------- | -- | - | - | - | -- | -- | --- | -- | ------------------- | --- | ---- | --- | --- | --- |
| 1  | Ả Rập Xê Út | 6  | 4 | 2 | 0 | 20 | 1  | +19 | 10 | Vòng loại cuối cùng |     |      | 2–0 | 3–0 | 8–0 |
| 2  | Kuwait      | 6  | 3 | 2 | 1 | 21 | 4  | +17 | 8  |                     |     | 0–0  |     | 2–0 | 8–0 |
| 3  | Malaysia    | 6  | 2 | 2 | 2 | 16 | 7  | +9  | 6  |                     | 1–1 | 1–1  |     | 9–0 |     |
| 4  | Ma Cao      | 6  | 0 | 0 | 6 | 1  | 46 | −45 | 0  |                     | 0–6 | 1–10 | 0–5 |     |     |

| Ma Cao | 0–6                     | Ả Rập Xê Út |
| ------ | ----------------------- | --- |
|        | Chi tiết Chi tiết (KSA) | Sami Al-Jaber 12' · Saeed Al-Owairan 21', 24' · Abdullah Al-Dosari 65' · Fahad Al-Mehallel 68' · Khaled Al-Muwallid 79' (ph.đ.) |

| Malaysia        | 1–1      | Kuwait              |
| --------------- | -------- | ------------------- |
| Azman Adnan 59' | Chi tiết | Ayman Al Husaini 8' |

| Ma Cao           | 1–10     | Kuwait |
| ---------------- | -------- | --- |
| Daniel Pinto 76' | Chi tiết | Ali Marwi 22', 24', 55', 87' · Hamed Al-Saleh 61', 65' · Jasem Al Huwaidi 71', 72', 81' · Basel Abdul Rahim 84' (ph.đ.) |

| Malaysia                | 1–1                     | Ả Rập Xê Út                    |
| ----------------------- | ----------------------- | ------------------------------ |
| Abdul Mubin Mokhtar 31' | Chi tiết Chi tiết (KSA) | Khaled Al-Muwallid 88' (ph.đ.) |

| Kuwait | 0–0                     | Ả Rập Xê Út |
| ------ | ----------------------- | ----------- |
|        | Chi tiết Chi tiết (KSA) |             |

| Malaysia | 9–0      | Ma Cao |
| --- | -------- | ------ |
| Azman Adnan 6', 14', 74' · Azizol Abu Haniffah 32', 75' · A. Elangovan 42' · Abdul Mubin Mokhtar 47', 54' · Zainal Abidin Hassan 87' | Chi tiết |        |

| Kuwait                              | 2–0      | Malaysia |
| ----------------------------------- | -------- | -------- |
| Abdullah Saihan 11' · Ali Marwi 18' | Chi tiết |          |

| Ả Rập Xê Út | 8–0                     | Ma Cao |
| --- | ----------------------- | ------ |
| Hamzah Idris Falatah 8', 25', 85' · Khaled Al-Muwallid 22' (ph.đ.) · Saeed Owairan 37', 56', 79' · Mansour Al-Muainea 40' | Chi tiết Chi tiết (KSA) |        |

| Kuwait | 8–0      | Ma Cao |
| --- | -------- | ------ |
| Ali Marwi 11' · Abdullah Saihan 44' · Jasem Al Huwaidi 52', 60' · Hamed Al-Saleh 54' · Wail Al Habashi 81' · Hamoud Al-Shemmari 84' · Fayez Al-Felaij 90' | Chi tiết |        |

| Ả Rập Xê Út                                     | 3–0                     | Malaysia |
| ----------------------------------------------- | ----------------------- | -------- |
| Majed Abdullah 9', 64' · Ahmad Jamil Madani 58' | Chi tiết Chi tiết (KSA) |          |

| Ma Cao | 0–5      | Malaysia                                                                        |
| ------ | -------- | ------------------------------------------------------------------------------- |
|        | Chi tiết | Azman Adnan 10', 43' · Azizol Abu Haniffah 74' · Paramasivan Ravindran 77', 85' |

| Ả Rập Xê Út                            | 2–0                     | Kuwait |
| -------------------------------------- | ----------------------- | ------ |
| Saeed Owairan 23' · Majed Abdullah 89' | Chi tiết Chi tiết (KSA) |        |

### Bảng F
Các trận đấu được tổ chức tại Nhật Bản (lượt đi) và UAE (lượt về).
| VT | Đội        | ST | T | H | B | BT | BB | HS  | Đ  | Giành quyền tham dự |     |     |     |     |     |     |
| -- | ---------- | -- | - | - | - | -- | -- | --- | -- | ------------------- | --- | --- | --- | --- | --- | --- |
| 1  | Nhật Bản   | 8  | 7 | 1 | 0 | 28 | 2  | +26 | 15 | Vòng loại cuối cùng |     |     | 2–0 | 1–0 | 8–0 | 5–0 |
| 2  | UAE        | 8  | 6 | 1 | 1 | 19 | 4  | +15 | 13 |                     |     | 1–1 |     | 2–1 | 7–0 | 3–0 |
| 3  | Thái Lan   | 8  | 4 | 0 | 4 | 13 | 7  | +6  | 8  |                     | 0–1 | 0–1 |     | 4–1 | 1–0 |     |
| 4  | Bangladesh | 8  | 2 | 0 | 6 | 7  | 28 | −21 | 4  |                     | 1–4 | 0–1 | 1–4 |     | 3–0 |     |
| 5  | Sri Lanka  | 8  | 0 | 0 | 8 | 0  | 26 | −26 | 0  |                     | 0–6 | 0–4 | 0–3 | 0–1 |     |     |

| Nhật Bản  | 1–0      | Thái Lan |
| --------- | -------- | -------- |
| Miura 29' | Chi tiết |          |

| Sri Lanka | 0–4      | UAE                                                   |
| --------- | -------- | ----------------------------------------------------- |
|           | Chi tiết | Jumaa 21' · Al Talyani 24' · Khamees Mubarak 56', 88' |

| Nhật Bản                                                     | 8–0      | Bangladesh |
| ------------------------------------------------------------ | -------- | ---------- |
| Miura 18', 44', 52', 53' · Takagi 25', 57' · Fukuda 58', 88' | Chi tiết |            |

| Thái Lan     | 1–0      | Sri Lanka |
| ------------ | -------- | --------- |
| Kiatisuk 62' | Chi tiết |           |

| Sri Lanka | 0–1      | Bangladesh |
| --------- | -------- | ---------- |
|           | Chi tiết | Rumi 69'   |

| Thái Lan | 0–1      | UAE          |
| -------- | -------- | ------------ |
|          | Chi tiết | Balooshi 86' |

| Nhật Bản                                           | 5–0      | Sri Lanka |
| -------------------------------------------------- | -------- | --------- |
| Takagi 10', 49' · Hashiratani 18' · Miura 34', 51' | Chi tiết |           |

| Bangladesh | 0–1      | UAE          |
| ---------- | -------- | ------------ |
|            | Chi tiết | Balooshi 56' |

| Nhật Bản                     | 2–0      | UAE |
| ---------------------------- | -------- | --- |
| Hashiratani 20' · Takagi 76' | Chi tiết |     |

| Thái Lan                              | 4–1      | Bangladesh |
| ------------------------------------- | -------- | ---------- |
| Songserm 20' · Piyapong 21', 58', 88' | Chi tiết | Mamun 84'  |

| Thái Lan | 0–1      | Nhật Bản    |
| -------- | -------- | ----------- |
|          | Chi tiết | Horiike 49' |

| UAE                             | 3–0      | Sri Lanka |
| ------------------------------- | -------- | --------- |
| Al Tayani 40', 54' · Ismail 89' | Chi tiết |           |

| Bangladesh | 1–4      | Nhật Bản                                         |
| ---------- | -------- | ------------------------------------------------ |
| Rumi 11'   | Chi tiết | Fukuda 2' · Miura 30' · Yoshida 36' · Takagi 61' |

| UAE                                   | 2–1      | Thái Lan     |
| ------------------------------------- | -------- | ------------ |
| Balooshi 10' (ph.đ.) · Al Talyani 63' | Chi tiết | Songserm 90' |

| UAE                                                                                | 7–0      | Bangladesh |
| ---------------------------------------------------------------------------------- | -------- | ---------- |
| Al Talyani 4', 65' · Balooshi 26', 59' · Fahad 28' · Nasir 38' · Mohamed Ahmed 74' | Chi tiết |            |

| Sri Lanka | 0–3      | Thái Lan                       |
| --------- | -------- | ------------------------------ |
|           | Chi tiết | Piyapong 27', 37', 71' (ph.đ.) |

| Bangladesh | 1–4      | Thái Lan                                         |
| ---------- | -------- | ------------------------------------------------ |
| Sabbir 72' | Chi tiết | Piyapong 20', 52' · Kiatisuk 26' · Pongthorn 54' |

| Sri Lanka | 0–6      | Nhật Bản                                                           |
| --------- | -------- | ------------------------------------------------------------------ |
|           | Chi tiết | Ramos 31' · Ihara 42', 56' · Takagi 61' · Miura 80' · Nakayama 82' |

| Bangladesh                         | 3–0      | Sri Lanka |
| ---------------------------------- | -------- | --------- |
| Mamun 8', 78' · Kaiser 73' (ph.đ.) | Chi tiết |           |

| UAE          | 1–1      | Nhật Bản       |
| ------------ | -------- | -------------- |
| Balooshi 83' | Chi tiết | Sawanobori 84' |

## Vòng 2
Tất cả các trận đấu của giai đoạn này được tổ chức tại Qatar. Lễ bốc thăm xếp lịch thi đấu đã diễn ra vào ngày 15 tháng 7 năm 1993 tại trụ sở FIFA ở Zurich, Thụy Sĩ.
Với việc cả Iran, CHDCND Triều Tiên và Iraq lọt vào vòng cuối, những lo ngại đã xuất hiện ở Hoa Kỳ về những quốc gia có khả năng xuất hiện tại giải đấu, vì ba quốc gia tại thời điểm đó đang bị Hoa Kỳ trừng phạt kinh tế.
| VT | Đội               | ST | T | H | B | BT | BB | HS | Đ | Giành quyền tham dự  |     |     |     |     |     |     |     |
| -- | ----------------- | -- | - | - | - | -- | -- | -- | - | -------------------- | --- | --- | --- | --- | --- | --- | --- |
| 1  | Ả Rập Xê Út       | 5  | 2 | 3 | 0 | 8  | 6  | +2 | 7 | Cúp bóng đá thế giới |     |     |     | 0–0 |     | 4–3 |     |
| 2  | Hàn Quốc          | 5  | 2 | 2 | 1 | 9  | 4  | +5 | 6 | Cúp bóng đá thế giới |     | 1–1 |     |     |     |     | 3–0 |
| 3  | Nhật Bản          | 5  | 2 | 2 | 1 | 7  | 4  | +3 | 6 |                      |     |     | 1–0 |     |     | 1–2 |     |
| 4  | Iraq              | 5  | 1 | 3 | 1 | 9  | 9  | 0  | 5 |                      | 1–1 | 2–2 | 2–2 |     | 2–1 |     |     |
| 5  | Iran              | 5  | 2 | 0 | 3 | 8  | 11 | −3 | 4 |                      |     | 0–3 |     |     |     | 2–1 |     |
| 6  | CHDCND Triều Tiên | 5  | 1 | 0 | 4 | 5  | 12 | −7 | 2 |                      | 1–2 |     | 0–3 | 3–2 |     |     |     |

| CHDCND Triều Tiên                                       | 3–2      | Iraq           |
| ------------------------------------------------------- | -------- | -------------- |
| Kim Kwang-min 63' · Kim Kyong-il 76' · Choi Won-Nam 80' | Chi tiết | Kadhim 8', 46' |

| Ả Rập Xê Út | 0–0                     | Nhật Bản |
| ----------- | ----------------------- | -------- |
|             | Chi tiết Chi tiết (KSA) |          |

| Iran | 0–3      | Hàn Quốc                                               |
| ---- | -------- | ------------------------------------------------------ |
|      | Chi tiết | Park Jung-bae 18' · Ha Seok-Ju 79' · Ko Jeong-Woon 81' |

| CHDCND Triều Tiên | 1–2      | Ả Rập Xê Út                   |
| ----------------- | -------- | ----------------------------- |
| Ryu Song-Gun 68'  | Chi tiết | Mehalel 56' · Al-Muwallid 73' |

| Nhật Bản     | 1–2      | Iran                       |
| ------------ | -------- | -------------------------- |
| Nakayama 88' | Chi tiết | Hassanzadeh 45' · Daei 85' |

| Iraq                    | 2–2      | Hàn Quốc                                     |
| ----------------------- | -------- | -------------------------------------------- |
| Hussein 32' · Jafar 86' | Chi tiết | Kim Pan-Keun 40' · Hong Myung-Bo 67' (ph.đ.) |

| CHDCND Triều Tiên | 0–3      | Nhật Bản                      |
| ----------------- | -------- | ----------------------------- |
|                   | Chi tiết | Miura 28', 69' · Nakayama 51' |

| Iraq                   | 2–1      | Iran     |
| ---------------------- | -------- | -------- |
| Radhi 20' · Kadhim 38' | Chi tiết | Daei 21' |

| Hàn Quốc         | 1–1      | Ả Rập Xê Út |
| ---------------- | -------- | ----------- |
| Shin Hong-Ki 63' | Chi tiết | Madani 90'  |

| Iraq     | 1–1      | Ả Rập Xê Út |
| -------- | -------- | ----------- |
| Radhi 1' | Chi tiết | Owairan 36' |

| Nhật Bản  | 1–0      | Hàn Quốc |
| --------- | -------- | -------- |
| Miura 61' | Chi tiết |          |

| Iran          | 2–1      | CHDCND Triều Tiên |
| ------------- | -------- | ----------------- |
| Daei 49', 66' | Chi tiết | Choi Won-Nam 22'  |

| Hàn Quốc                                                 | 3–0      | CHDCND Triều Tiên |
| -------------------------------------------------------- | -------- | ----------------- |
| Ko Jeong-Woon 49' · Hwang Seon-Hong 53' · Ha Seok-Ju 75' | Chi tiết |                   |

| Ả Rập Xê Út                                             | 4–3      | Iran                               |
| ------------------------------------------------------- | -------- | ---------------------------------- |
| Al-Jaber 21' · Mehalel 27' · Al-Mousa 47' · Falatah 64' | Chi tiết | Fonounizadeh 43', 52' · Manafi 90' |

| Iraq                  | 2–2      | Nhật Bản                |
| --------------------- | -------- | ----------------------- |
| Radhi 54' · Omran 90' | Chi tiết | Miura 5' · Nakayama 69' |

## Các đội tuyển vượt qua vòng loại
Hai đội tuyển sau đây thuộc AFC đã vượt qua vòng loại để tham dự vòng chung kết Giải vô địch bóng đá thế giới 1994.
| Đội         | Tư cách vượt qua vòng loại | Ngày vượt qua vòng loại | Lần tham dự trước tại Giải vô địch bóng đá thế giới1 |
| ----------- | -------------------------- | ----------------------- | ---------------------------------------------------- |
| Ả Rập Xê Út | Nhất vòng cuối             | 28 tháng 10 năm 1993    | 0 (lần đầu)                                          |
| Hàn Quốc    | Nhì vòng cuối              | 28 tháng 10 năm 1993    | 3 (1954, 1986, 1990)                                 |

1 In đậm chỉ ra đội vô địch năm đó. In nghiêng chỉ ra chủ nhà năm đó.

## Cầu thủ ghi bàn
Đã có 405 bàn thắng ghi được trong 119 trận đấu, trung bình 3.4 bàn thắng mỗi trận đấu.
13 bàn thắng
- Kazuyoshi Miura

8 bàn thắng
- Alaa Kadhim
- Ha Seok-Ju
- Piyapong Pue-On

7 bàn thắng
- Ali Daei
- Takuya Takagi
- Khalil Al-Malki
- Saeed Al-Owairan

6 bàn thắng
- Gao Hongbo
- Laith Hussein
- Saad Qais
- Ahmed Radhi
- Ali Al-Hadyah
- Azman Adnan
- Ryu Song-Gun
- Adnan Al Talyani
- Abdulrazaq Ibrahim Balooshi

5 bàn thắng
- Ali Asghar Modir Roosta
- Jasem Al Huwaidi
- Choe Yong-Son

4 bàn thắng
- Cai Sheng
- Masashi Nakayama
- Choe Won-Nam
- Mahmoud Soufi
- Khaled Al-Muwallid
- Hamzah Idris Falatah
- Fandi Ahmad
- Varadaraju Sundramoorthy

3 bàn thắng
- Khamis Eid Rafe Thani
- Hossain Joarder
- Sathyan Vatta Barambath
- Hamid Derakhshan
- Masahiro Fukuda
- Subhi Al-Gnimaz
- Mohammad Muharam
- Hamed Al-Saleh
- Azizol Abu Haniffah
- Abdul Mubin Mokhtar
- Fahad Al Kuwari
- Mubarak Mustafa
- Majed Abdullah
- Fahad Al-Mehallel
- Choi Moon-Sik
- Lee Ki-Beom
- Mohammad Afash
- Abdul Latif Helou
- Mohamad Moustafa Kadir

2 bàn thắng
- Khamis Mubarak
- Karim Mohammed Rumi Rizvi
- Hao Haidong
- Li Bing
- Xu Hong
- Au Wai Lun
- Cheung Kam Wa
- Lee Kin Wo
- Bhupinder Thakur
- Sudirman
- Hamid Estili
- Mehdi Fonounizadeh
- Naeem Saddam
- Munthir Khalaf
- Radhi Shenaishil
- Tetsuji Hashiratani
- Masami Ihara
- Jeris Tadrus
- Fayez Al-Felaij
- Wail Al Habashi
- Hamoud Al-Shemmari
- Abdullah Wabran
- Rafi Joulfagi
- Paramasivan Ravindran
- Cho In-Chol
- Kim Kwang-min
- Kim Kyong-il
- Yousuf Saleh Al-Alawi
- Rashid Al-Wahaibi
- Mohammed Abdul Noor
- Zamel Al Kuwari
- Sami Al-Jaber
- Ahmed Jamil Madani
- Mohd Rafi Ali
- Hong Myung-Bo
- Kim Tae-Young
- Ko Jeong-Woon
- Park Jung-Bae
- Nizar Mahrous
- Songserm Maperm
- Kiatisuk Senamuang
- Khamees Saad Mubarak
- Mohamed Hassan Abdullah
- Ahmed Abdul Karim Al-Brid
- Omar Mubarak
- Wagdan Mahmoud Shadli

1 bàn thắng
- Adel Abdulrahman Marzouq
- Juma Marzouq
- Samir Mubarak
- Ali Saad
- Kaiser Hamid
- Sayed Rumman Sabbir
- Wu Qunli
- Zhao Faqing
- Chen Fu-Yuan
- Chen Jiunn-Ming
- Yeh Ching-Tueng
- Loh Wai Chi
- Tam Siu Wai
- Wong Chi Keung
- Dhaleel Ur Rahman Khaleel
- Tajinder Kumar
- Inivalappil Mani Vijayan
- Rahmad Darmawan
- Singgih Pitono
- Alexander Saununu
- Putut Widjanarko
- Mehdi Abtahi
- Reza Hassanzadeh
- Javad Manafi
- Majid Namjoo-Motlagh
- Mahdi Kadhim
- Habib Jafar
- Ahmed Daham
- Jaffar Omran
- Akram Emmanuel
- Takumi Horiike
- Ruy Ramos
- Masaaki Sawanobori
- Mitsunori Yoshida
- Jamal Abu Abed
- Ahmad Al-Bashir
- Hisham Abed Al-Minem
- Aref Al-Shewaier
- Ayman Al Husaini
- Basel Abdul Rahim
- Fadi Alloush
- Hassan Ayoub
- Youssef Farhat
- Babkin Melikian
- Wael Nazha
- Jamal Taha
- Daniel Pinto
- A. Elangovan
- Zainal Abidin Hassan
- Pang Gwang-Chol
- Yong Jin-Li
- Yun Jong-Su
- Hamdan Abdulla Al-Moamari
- Mattar Al-Mukhaini
- Yunis Aman Al-Naseeb
- Nabil Al-Siyabi
- Tahir Agha
- Abdul Farooq
- Rayed Al-Boloushi
- Sultan Bakhit Al-Kuwari
- Yousef Khalaf
- Abdullah Al-Dosari
- Mansour Al-Mousa
- Mansour Al-Muainea
- Razali Saad
- Steven Tan
- Gu Sang-Bum
- Hwangbo Kwan
- Hwang Seon-Hong
- Jung Jae-Kwon
- Kang Chul
- Kim Pan-Keun
- Noh Jung-Yoon
- Park Nam-Yeol
- Seo Jung-Won
- Shin Hong-Ki
- Ali Cheikh Dib
- Jamal Kazem
- Munaf Ramadan
- Pongthorn Thiubthong
- Mohamed Ahmed
- Ali Thani Jumaa
- Ismail Rashid Ismail
- Fahad Khamees Mubarak
- Nasir Khamees Mubarak
- Hà Vương Ngầu Nại
- Lư Đình Tuấn
- Nguyễn Hồng Sơn
- Phan Thanh Hùng
- Ahmed Bareed
- Saleh Rabiah Ben
- Asam Duraiban
- Sharaf Mahfood

1 bàn phản lưới nhà
- Robby Darwis (trong trận gặp CHDCND Triều Tiên)